# Damaeus flagelloides
Damaeus flagelloides är en kvalsterart som först beskrevs av Norton 1979.  Damaeus flagelloides ingår i släktet Damaeus och familjen Damaeidae. Inga underarter finns listade i Catalogue of Life.